# Женус
«Же́нус» — бразильский футбольный клуб из города Порту-Велью, столицы штата Рондония.

## История
Клуб основан 15 ноября 1981 года, домашние матчи проводит на стадионе «Алуизио Феррейра». С 1991 года выступает в высшем дивизионе чемпионата штата Рондония. Главным достижением «Женуса» является победа в чемпионате штата Рондония в 2015 году.
На общебразильском уровне «Женус» добирался до участия в Серии C в 2000 и 2001 годах. В Серии D Бразилии команда участвовала в 2009, 2013, 2014 и 2016 годах.

## Достижения
- Чемпион штата Рондония (1): 2015